# 李要漢
李 要漢（イ・ヨハン、朝鮮語: 이요한/李要漢、1899年3月10日 - 1988年3月29日）は、大韓民国の政治家。制憲韓国国会議員、元全羅北道知事。本貫は全州李氏。キリスト教徒。

## 経歴
全羅北道沃溝郡（現・群山市）大野面出身。漢文修学を経て群山安楽小学校、永明中学校、仏教大学卒。公州甲寺仏教専門講習院修了。公州孤児院を設立し10年以上経営したほか、農業・代書業に従事した。解放後は独促国民会全北宣伝部長・支部長・全北委員長、反託闘委沃溝郡委員長、非常国民会議代議員、民族代表者大会代議員、大韓農総沃溝郡連盟委員長、大韓労総大野面連盟委員長・沃溝郡連盟委員長、全羅北道知事（1952年9月〜1955年9月）、自由党全羅北道委員長を務めた。1948年の初代総選挙では沃溝郡選挙区から国会議員に当選した。1972年、制憲同志会のメンバーとして10月維新を支持した。
1988年3月29日、全羅北道沃溝郡大野面の自宅で老衰により死去。享年90。

## エピソード
全羅北道知事在任中の1954年、全羅北道議会で農民配給分の肥料処分にまつわる問題で知事罷免案が可決された。その後、1955年9月の淳昌郡雑賦金徴収事件の拡大により知事を辞任した。

## 賞勲
国民勲章無窮花章（1975年）